# لپناتس (بروس)
لپناتس (به صربی: Lepenac) یک منطقهٔ مسکونی در صربستان است که در بروس واقع شده‌است. لپناتس ۹۳۲ نفر جمعیت دارد.